# モンティニー＝レ＝メス
モンティニー＝レ＝メス （Montigny-lès-Metz）は、フランス、グラン・テスト地域圏、モゼル県の都市。

## 地理
モゼル川とその支流セイユ川（fr）に抱かれたモンティニー＝レ＝メスは、メスの西にあり、北部をジュイ＝オー＝ザルシュ運河が横切る。モンティニー＝レ＝メスはコミューン全体がほぼ都市化されている。人口密度もメスより高い。

## 由来
モンティニーとは、2つのラテン語から成立したと考えられる。Monsとは山を意味する。ignisとは火を意味する。したがって、ガリア人は『火の山』と呼んでいた。

## 歴史
モンティニー＝レ＝メスの文明化を示す最古の痕跡は旧石器時代にさかのぼる。1万年前、東から来た流浪の採集民族が暮らしていた。1882年、紀元前200,000年頃のものとされる磨かれた石器と宝石がモゼル川の川床から見つかった。
モンティニー＝レ＝メスは長くメス地方（fr）に依存し、フランス革命までメス司教の支配下にあった。モンティニーを管理していたのはヴァリズ領主であった。テンプル騎士団もモンティニーに領地を持っていた。領主権は15世紀にメスのウー家が、18世紀にはサン＝タントワーヌ＝ド＝パドゥ修道院が持っていた。
1552年、メスがフランス王国に併合され、モンティニーはトロワ＝エヴェシュ（fr、神聖ローマ帝国支配下にあったメス、トゥール、ヴェルダンの各司教領の総称）の一部となった。
19世紀半ば、コミューンは成長を始め、農家の占めたモンティニーは大都市メスの郊外となった。モゼル県の他のコミューンと同様に、モンティニーは1871年から1918年までドイツ帝国支配下にあった。19世紀のモンティニーは、重要な軍の駐屯地だった。プロテスタント教会やサン＝ジョゼフ教会のような多くの建物はヴィルヘルム1世時代に建てられている。1915年から1918年まで、ドイツ語でモンテニンゲン（Monteningen）と呼ばれた。1940年から1944年まで、ナチス・ドイツに占領された。ドイツ占領時代、モンティニーはモンテニヒ（Montenich）改名されていた。メスの戦いの後の1944年11月19日、ジョージ・パットン指揮下の第5機甲師団によってモンティニーは解放された。

## 人口統計
2016年時点のコミューン人口は21627人で、2011年時点の人口より2.88%減少した。
| 1962年 | 1968年 | 1975年 | 1982年 | 1990年 | 1999年 | 2004年 | 2016年 |
| ------ | ------ | ------ | ------ | ------ | ------ | ------ | ------ |
| 22388  | 24520  | 24519  | 22114  | 21983  | 23437  | 22843  | 21713  |

参照元:1962年から1999年までは複数コミューンに住所登録をする者の重複分を除いたもの。それ以降は当該コミューンの人口統計によるもの。1999年までEHESS/Cassini、2006年以降INSEE

## 出身者
- ヨハネス・ミューレンカンプ